# Sztuka Mezoameryki
Rozwój sztuki Mezoameryki zapoczątkowało pojawienie się na początku II tysiąclecia p.n.e. pierwszych osad rolniczych na tym terenie.
Kukurydzę zaczęto uprawiać ok. 2.800 lat p.n.e., bawełnę i paprykę chili – ok. 1.700 lat p.n.e., a maniok – ok. 1.000 lat p.n.e.
Najdawniejszy okres – paleoindiański zakończył się przed 8.000 lat p.n.e.
Kolejny okres – archaiczny trwał od 8.000 do 2.000 lat p.n.e.
W wyniku prowadzonych prac archeologicznych, najstarsze znaleziska to odkryte w grobach gliniane figurki kobiece oraz naczynia uformowane ręcznie. Naczynia mają trójnożne podstawy, zdobione są prostymi, nacinanymi geometrycznymi wzorami. Figurki kobiet przedstawiają postacie o szerokich biodrach, łączy to je z kultami płodności lub urodzaju. Niektóre figurki kobiet są celowo przełamane ("zabite"), znaleziono też figurki o dwóch głowach, trojgu oczu czy dwóch ustach. Nieznana jest symbolika tych znalezisk. Na terenach zachodniego Meksyku okres związany z ceramiką figuralną trwał aż do początków naszej ery.
W południowej części Zatoki Meksykańskiej już ok. 1200 r. p.n.e. powstała i zaczęła rozwijać się sztuka olmecka.
Z centralnym płaskowyżem związane jest późniejsze centrum kulturowe Teotihuacán, oddziałujące na inne plemiona Mezoameryki w okresie od II w. p.n.e. do II w. n.e.
Z terenem Mezoameryki związane są także:
- sztuka Totonaków
- sztuka Tolteków
- sztuka Zapoteków i Mixteków
- sztuka Majów
- sztuka Azteków